# Golf4Holland Amateur Tour
De Van Lanschot Amateur Tour, ook bekend als de Golf4Holland Amateur Tour of de G4H Tour, was een serie golftoernooien voor amateurs in Nederland. De heren mochten maximaal handicap 8 hebben, de dames handicap 10. Er werd meestal 36 holes gespeeld, altijd vanaf de backtees.
De Tour werd gestart in 2007 als opvolger van de NTA Golf Tour, waar amateurs en professionals samen in één toernooi speelden. Voordat de NTA met dit experiment begon, was er ook een tour voor amateurs, en in 2007 werd besloten om beide groepen spelers weer hun eigen wedstrijden te bieden.
De toernooien zijn bestemd voor top-amateurs. Via deze toernooien kunnen zij zich plaatsen voor de NK Strokeplay en het Nationaal Open. De winnaars van de Order of Merit van 2008 en 2009 krijgen een wildcard voor het Dutch Futures op Golfclub Houtrak.

## Baanrecords
In 2008 brak Sven Maurits het baanrecord op Golfclub De Hoge Kleij met een score van 66.

In 2009 braken Pim Gebuis en Sasja van der Es het baanrecord op de Hattemse Golf & Country Club, Frank van Hoof deed het op Golfclub Havelte en Sander van der Plug op de Golfclub Amsterdam Old Course met 71.
| Baan                                   | Winnaar                                    | Score                          |
| 2007 Van Lanschot Amateur Tour         | 2007 Van Lanschot Amateur Tour             | 2007 Van Lanschot Amateur Tour |
| -------------------------------------- | ------------------------------------------ | ------------------------------ |
| 1                                      |                                            |                                |
| 2                                      |                                            |                                |
| 3                                      |                                            |                                |
| Leeuwarder Golfclub De Groene Ster     |                                            |                                |
| 2008 Van Lanschot Amateur Tour         |                                            |                                |
| Golfclub Houtrak                       | Willem Vork                                |                                |
| Golfclub Wouwse Plantage               | Frank van Hoof (Houtrak)                   | 156                            |
| Leeuwarder Golfclub De Groene Ster     | Frank van Hoof Marie-Louise Weeda (de Pan) | 143 147                        |
| Golfclub Havelte                       | Sven Maurits {Havelte)                     |                                |
| Hattemse Golf & Country Club           | George Gleichman (Rosendaelsche)           |                                |
| Golfclub De Hoge Kleij                 | Sven Maurits                               | 139                            |
| Twentsche Golfclub                     | Frank van Hoof                             | 139                            |
| Rosendaelsche Golfclub                 | Rogier Mol (Hitland)                       | 152                            |
| Noord-Nederlandse Golf & Country Club  | Frank van Hoof                             | 138                            |
| Golfclub De Heelsumse                  | Frank van Hoof                             | 147                            |
| 2009 Golf4Holland Amateur Tour         |                                            |                                |
| Golf & Country Club Capelle a/d IJssel | Wouter de Vries                            | 140                            |
| Hattemse Golf & Country Club           | Pim Gebuis                                 | 133                            |
| Golfclub Havelte                       | Frank van Hoof                             | 139                            |
| Golfclub Amsterdam Old Course          | Sander Plug                                | 145                            |
| Twentsche Golfclub                     | Frank van Hoof                             | 136                            |
| Golfclub Houtrak                       | Frank van Hoof                             | 136                            |
| Golfclub Cromstrijen                   | Frank van Hoof                             | 150                            |
| Golfclub De Heelsumse                  | Maarten Bosch                              | 149                            |

## Order of Merit
Frank van Hoof won vijf toernooien in 2008, en vier in 2009.
| Jaar | Winnaar          | Nummer 2         | Nummer 3         |
| ---- | ---------------- | ---------------- | ---------------- |
| 2007 |                  |                  |                  |
| 2008 | Frank van Hoof   |                  |                  |
| 2009 | Frank van Hoof   | Sander Plug      | John Leeuwenburg |
| 2010 | geen amateurtour | geen amateurtour | geen amateurtour |